# Пошевеливайся
«Пошевеливайся» (Speed-The-Plow, 1988) — пьеса Дэвида Мамета, являющаяся сатирой на американскую киноиндустрию. Тему этой пьесы Мамет также использовал в сценарии фильма «Плутовство» (1997).

## Сюжет
Голливудские фильм-мейкеры среднего звена Бобби Гуд и Чарли Фокс участвуют в словесной перепалке, сосредоточенной на вечных дебатах искусства против денег. Должен ли Гуд рекомендовать его невидимому боссу очередной потенциальный блокбастер с минимумом сюжета? Или стоит подождать выхода высокодуховного и апокалиптического романа, и затем адаптировать его под фильм? Карен, временная секретарша офиса, где происходит действие, встревает в спор. У Гуда появляется идея затащить её к себе в постель. Для этого он поручает ей прочитать очередной потенциальный роман, а затем высказать своё мнение. Причем высказать мнение он предлагает у него дома. Страстная Карен, после романтического ужина и затем пылкого секса с Гудом, восторженно отзывается о романе, чем заставляет влюбиться в себя Гуда. Однако на следующий день в офисе в циничном финале игры, являясь в офис, Карен подвергается оскорблениям со стороны Фокса, обвиняющего секретаршу в стремлении к быстрому продвижению по карьерной лестнице через постель.

## Постановка
Пьеса начинается эпиграфом, взятым из новеллы У. М. Теккерея «История Пенденниса» (1852) «Кто же является самым разумным и делает своё дело лучше: тот, кто стоит в стороне от борьбы жизни, спокойно наблюдая со стороны, или тот, кто пускается в гущу событий и принимает участие в них?» Гуд оказывается с обеих сторон этой дилеммы: время от времени в игре он «стоит в стороне», но в других случаях он «принимает участие» в соревновании жизни, с его моральной резкой критикой.
Во время самого спектакля, однако, этот эпиграф не показывался.
«Играть эту роль день ото дня становилось все невыносимей. Карен представлялась мне ангелом, невинным агнцем, а они пытались изобразить её сукой»
Премьера спектакля состоялась на Бродвее в Королевском театре (Royale Theatre; Bernard B. Jacobs Theatre)при соучастии театрального центра Линкольна 3 мая 1988 года и спустя 279 спектаклей, 31 декабря того же года постановка завершилась. В главных ролях были задействованы Джо Мантенья (Гулд), Рон Сильвер (Фокс) и Мадонна (Карен). Пьеса была номинирована на престижную театральную премию Тони в двух номинациях — лучшая постановка и лучшая режиссура (Грэгори Мошер). Сильвер получил награду «Тони» как лучший актёр за роль Фокса. Пьесу часто ставят в школьных театрах по всей Америке.
Мамет и Грегори Мошер поставили пьесу так, что Карен выходила не справедливой мстительницей, а коварной интриганкой. Хотя пьеса получила номинацию на премию Тони, как «Лучшая пьеса», но игра Мадонны удостоилась в основном негативных замечаний, а The New York Times едко поздравил Мадонну и за «умную, скрупулёзно дисциплинированную комическую игру».
В 2006 году постановка была возобновлена в Лос-Анджелесе, где вместо Мадонны роль Карен получила Алисия Сильверстоун.
В 2008 году пьеса игралась в лондонском театре Олд Вик, с К. Спейси в роли Фоксаx и Дж. Голдблюмом в роли Гулда.